# Ziołomiód
Ziołomiód – produkt pszczeli uzyskiwany z pożywki podawanej pszczołom przez pszczelarza. Pożywką są ekstrakty z ziół, soki wyciskane na zimno z ziół czy owoców mieszane zwykle z syropem cukrowym, niekiedy z dodatkiem miodu naturalnego. Ponieważ pożywka jest dostarczana pszczołom w okresie letnim zwykle ziołomiód zawiera spory dodatek miodu naturalnego z pożytków, jakie w danym czasie występują.

## Opis
Czysty ziołomiód, bez dodatku miodu naturalnego można byłoby uzyskać tylko w okresie bezpożytkowym, ale taki okres na ogół nie pokrywa się z czasem maksymalnej aktywności biologicznej zbieranych ziół. Dla ziół, których głównymi składnikami aktywnymi są różnego rodzaju sole mineralne możliwe jest przygotowanie pożywki w okresie największej ich aktywności, zakonserwowanie jej dużym dodatkiem syropu cukrowego, a następnie podawanie po rozcieńczeniu w okresie bezpożytkowym. Tak postępuje się produkując ziołomiód pokrzywowy.
Pomysł produkowania ziołomiodów wziął się z obserwacji pszczół przy produkcji miodu spadziowego. Do produkcji tego miodu pszczoły wykorzystują wydzielinę mszyc i czerwców, które niekiedy masowo rozwijają się na niektórych drzewach, np. jodle, świerku, lipie, klonie. Owady te do wychowania następnego pokolenia potrzebują białek, a w soku rośliny na której żyją białka jest mało, za to dużo węglowodanów i soli mineralnych. Nadmiar węglowodanów i soli mineralnych jest przez nie wydalany i ta słodka wydzielina jest właśnie wykorzystywana przez pszczoły.  Miód spadziowy zawiera dużo minerałów, ogólnie jest cenny dla ludzi, ale niezbyt korzystny dla pszczół, które na takim miodzie źle zimują. Ponieważ są rośliny cenne dla człowieka, ale nie występują na nich w dużej ilości mszyce zastosowano wyciskarki dla uzyskania soku, a cukier został dodany z zewnątrz, tak aby pożywka była interesująca dla pszczół.
Ziołomiody produkuje się z wykorzystywaniem różnych roślin, owoców, jagód. W zależności od pożywki mają one inny skład substancji aktywnych, natomiast skład węglowodany  jest podobny do składu miodu naturalnego. Również zawartość enzymów i kwasów dodawanych przez pszczoły w miodach naturalnych i ziołomiodach jest podobna.

### Kontrowersje
Część nieporozumień zasadza się na negowaniu ziołomiodu jako produktu pszczelego, w związku z tym padają stwierdzenia, że nazwa ziołomiód jest nadużyciem i wprowadzaniem w błąd klienta. Jednak ziołomiód wirujemy z plastrów identycznie, jak miód naturalny, a często jest to mieszanka ziołomiodu i miodu naturalnego. W dodatku pszczoły w niektórych sezonach intensywnie zbierają sok z owoców morwy, borówki czy winogron mieszając go z nektarem z kwiatów.
Patrząc na problem szerzej, to znaczy na samodzielną decyzję pszczół co do źródeł pożytku widzimy zmiany w miodach naturalnych, jakie zaszły, choćby z powodów cywilizacyjnych:
1. Barć, położenie w lesie, duża bioróżnorodność pożytków, ale na ogół umiarkowanych
2. Pasieka przydomowa, dosiewane rośliny miododajne, ograniczenie bioróżnorodności na rzecz roślin uprawnych
3. Pasieka wędrowna, przewożenia uli na tereny pożytków monokulturowych, często w intensywnej uprawie z użyciem środków ochrony roślin

Innych niepokoi możliwość fałszowania ziołomiodów, być może trudniejsza do odkrycia, aniżeli fałszowanie miodów naturalnych, ponieważ tam pomaga analiza pyłkowa. Analizę można oprzeć o zawartość, którejś z wiodących substancji czynnych ziołomiodu, ale wymaga to standaryzacji. Oczywiście trzeba sobie zdawać sprawę z tego, że w produktach pszczelich powtarzalność produktów określana jest pewnym zakresem zawartości poszczególnych składników ponieważ w zależności od pogody udział nektaru poszczególnych roślin jest różny.

### Zastosowania lecznicze
Prowadzone są badania dotyczące możliwości leczniczych różnych ziołomiodów. Część ziołomiodów ma już potwierdzone klinicznie działanie, część cieszy się dobra opinią praktykujących lekarzy, ale ogólnie jest to obszar, w którym potrzeba jeszcze wielu badań i rozbudowania standaryzacji.